# Gruczoł czułkowy
Gruczoł czułkowy, gruczoł antenalny, gruczoł zielony – parzysty narząd wydalniczy występujący u larw i u osobników dorosłych niektórych skorupiaków. W poszczególnych grupach skorupiaków występuje w liczbie 1 lub 2 par, u niektórych wraz z parą gruczołów szczękowych (skorupowych). 
Gruczoł czułkowy jest zmodyfikowanym metanefrydium składającym się z niewielkiego pęcherzyka i długiego nieorzęsionego kanalika. Zarówno pęcherzyk jak i kanalik są ślepo zakończone, co zapobiega dostawaniu się do ich światła hemolimfy. Gruczoł czułkowy kończy się otworem położonym u nasady II pary czułków. 